# Pompeyo Crehuet
Pompeyo Crehuet y Pardas (Barcelona, 1881-San Felíu de Guixols, 1941) fue un dramaturgo español.

## Biografía
Nacido en 1881 en Barcelona, estudió en la universidad de dicha ciudad, donde obtuvo el título de graduado en Derecho y Ciencias Sociales. Su primera obra fue La morta (1904), escrita en catalán y que tradujo al castellano José Pablo Rivas y al francés Narcís Oller. Más adelante escribió Claror de posta (drama en un acto) y La familia Rocamora (drama en cuatro jornadas). Evolucionó a la comedia con obras como Flors y Violes (comedia en dos actos), Fontalegria (comedia en dos actos), L’encis del divuit anys (comedia en un acto) y La Guineu (diálogo). Además de las obras anteriores fue autor de El Mestre (comedia lírica en tres actos, con música de Enrique Morera), Boca d’infern (monólogo) y la novela titulada Senyor Ruch, mestre de estudi. Falleció en 1941 en San Felíu de Guixols.